# Воля-Александра
Воля-Александра (пол. Wola Aleksandra) — село в Польщі, у гміні Непорент Леґьоновського повіту Мазовецького воєводства.
Населення — 245 осіб (2011).
У 1975-1998 роках село належало до Варшавського воєводства.

## Демографія
Демографічна структура станом на 31 березня 2011 року:
|          | Загалом | Допрацездатний вік | Працездатний вік | Постпрацездатний вік |
| -------- | ------- | ------------------ | ---------------- | -------------------- |
| Чоловіки | 126     | 35                 | 82               | 9                    |
| Жінки    | 119     | 32                 | 69               | 18                   |
| Разом    | 245     | 67                 | 151              | 27                   |